# 短歌研究賞
短歌研究賞（たんかけんきゅうしょう）は、短歌の賞。短歌研究社が発行する月刊短歌総合誌「短歌研究」が主催する。
前年度（1月号～12月号）の短歌総合誌（主に短歌研究社「短歌研究」、角川学芸出版「短歌」、本阿弥書店「歌壇」、ながらみ書房「短歌往来」、現代短歌社「現代短歌」）に発表された20首以上の作品が選考対象となる。雑誌掲載の連作を対象とする唯一の短歌賞であり、受賞者は中堅以上の歌人が多い。
受賞作および選考結果は「短歌研究」誌の9月号に掲載され、授賞式は同じく短歌研究社が主催する「短歌研究新人賞」「現代短歌評論賞」と一緒に9月下旬に行われる。
1971年、1972年の両年度は実施されていない。

## 受賞作一覧
- 第1回　1963年「鹿島海岸」佐藤志満
- 第2回　1964年「因れ人の手のごとく」福田栄一
- 第3回　1965年「季冬日々」大西民子
- 第4回　1966年「積雪」大野誠夫
- 第5回　1967年「沼の葦むら」富永貢
- 第6回　1968年「佐渡玄冬」上田三四二
- 第7回　1969年「海山」宮地伸一
- 第8回　1970年「首夏」長澤一作
- 第9回　1973年「反照」礒幾造
- 第10回　1974年「大和の旅」、歌集『幾山河』林光雄
- 第11回　1975年「カルル橋」小川博三、「身辺拾遺」林吉博
- 第12回　1976年「蓖麻の記憶」石本隆一
- 第13回　1977年「春の土」清水房雄
- 第14回　1978年「心の色」安田章生
- 第15回　1979年「永久にあれこそ」三国玲子
- 第16回　1980年「花の渦」篠弘
- 第17回　1981年「冬街」川島喜代詩
- 第18回　1982年「ぎんやんま」高野公彦 / 「リリヤンの笠飾」河野愛子
- 第19回　1983年「雪」「鯉」岡部文夫
- 第20回　1984年「星物語」山中智恵子 / 「経過一束」田井安曇
- 第21回　1985年「桃の実」板宮清治
- 第22回　1986年「手花火」石田比呂志
- 第23回　1987年「花無念」安永蕗子
- 第24回　1988年「柊二よ」鈴木英夫
- 第25回　1989年「鳩子」石川不二子
- 第26回　1990年「白蛍」稲葉京子
- 第27回　1991年「四月歌」小市巳世司
- 第28回　1992年「泥眼」富小路禎子
- 第29回　1993年「冬の海その他」扇畑忠雄
- 第30回　1994年「冬」岡部桂一郎
- 第31回　1995年「地方系」宮崎信義 / 「バスティーユの石」吉田漱
- 第32回　1996年「おのづから」来嶋靖生
- 第33回　1997年「耳掻き」河野裕子
- 第34回　1998年「白雨」「高原抄」春日井建
- 第35回　1999年「巴旦杏」時田則雄
- 第36回　2000年「日常」高嶋健一 / 「南欧の若夏」宮英子
- 第37回　2001年「夕星の歌」雨宮雅子 / 「海霊・水の女」谷川健一
- 第38回　2002年「北限」栗木京子
- 第39回　2003年「巌のちから」阿木津英
- 第40回　2004年「滴滴集６」「荷風私鈔」小池光
- 第41回　2005年「竹酔日」春日真木子 / 「死と塩」吉川宏志
- 第42回　2006年「賞味期限」大島史洋
- 第43回　2007年「芙蓉と葛と」日高堯子
- 第44回　2008年「楽しい一日」穂村弘
- 第45回　2009年「棄老病棟」桑原正紀 / 「遠き鯨影」松村由利子
- 第46回　2010年「三崎の棕櫚の木」米川千嘉子
- 第47回　2011年「雪平鍋」花山多佳子 / 「息」柏崎驍二
- 第48回　2012年「あぢさゐの夜」梅内美華子
- 第49回　2013年「さくらあんぱん」大口玲子
- 第50回　2014年「ブリッジ」内藤明
- 第51回　2015年「わが道」橋本喜典
- 第52回　2016年「二〇一五年夏物語」三枝浩樹
- 第53回　2017年「極光」水原紫苑
- 第54回　2018年「砂いろの陽ざし」小島ゆかり
- 第55回　2019年「Place to be」川野里子
- 第56回　2020年「いいなあ長嶋」島田修三
- 第57回　2021年「今日の居場所」佐伯裕子
- 第58回　2022年「さなきだに」伊藤一彦
- 第59回　2023年「鴇茶雀茶鳶茶」渡辺松男
- 第60回　2024年[2]「鷗外守」坂井修一 / 「UFO」山田富士郎